# Liste des évêques catholiques de Portsmouth
L'évêque de Portsmouth est un dignitaire de l'Église catholique en Angleterre et au pays de Galles, titulaire du diocèse catholique de Portsmouth. Le siège épiscopal est la cathédrale Saint-Jean-l'Évangéliste de Portsmouth. Ce diocèse fait partie de la province ecclésiastique de Southwark, qui en compte trois autres : Arundel et Brighton, Plymouth et l'archidiocèse de Southwark.
Le diocèse de Portsmouth existe depuis qu'il a été créé par détachement d'une partie du diocèse de Southwark en 1882. L'évêque actuel, Philip Egan, est le huitième titulaire du siège épiscopal de Portsmouth.
| Évêques de Portsmouth | Évêques de Portsmouth | Évêques de Portsmouth                                                                                        |
| --------------------- | --------------------- | --- |
| 1882-1900             | John Vertue           | |
| 1900-10               | John Baptist Cahill   | Il était auparavant évêque auxiliaire de Portsmouth                                                          |
| 1910-40               | William Cotter        | Il était auparavant évêque auxiliaire de Portsmouth                                                          |
| 1941-65               | John King             | Il est auparavant évêque auxiliaire de Portsmouth ; nommé archevêque de Portsmouth à titre personnel en 1954 |
| 1965-76               | Derek Worlock         | Il devient archevêque de Liverpool en 1976                                                                   |
| 1976-88               | Anthony Emery         | Il était auparavant évêque auxiliaire de Birmingham                                                          |
| 1988-2012             | Crispian Hollis (en)  | Il était auparavant évêque auxiliaire de Birmingham                                                          |
| 2012-                 | Philip Egan           | |

## Source
- (en) Fiche sur le diocèse de Portsmouth sur le site Catholic Hierarchy

## Article lié
- Liste des diocèses catholiques en Angleterre et au pays de Galles